# Bakaniuk
Bakaniuk [pronunciación en polaco: /baˈkaɲuk/] es un pueblo ubicado en el distrito administrativo de Gmina Raczki, dentro del Condado de Suwałki, Voivodato de Podlaquia, en el norte de Polonia oriental. Se encuentra aproximadamente a 8 kilómetros al noreste de Raczki, a 8 kilómetros al suroeste de Suwałki, y a 104 kilómetros al norte de la capital regional Białystok.